# Vòng loại Giải vô địch bóng đá thế giới 2018 – Khu vực châu Á (Vòng 3)
Vòng 3 của vòng loại giải vô địch bóng đá thế giới 2018 khu vực châu Á đã diễn ra từ ngày 1 tháng 9 năm 2016 đến ngày 5 tháng 9 năm 2017.

## Thể thức
Tổng cộng có 12 đội vượt qua từ vòng 2 (8 đội nhất bảng và 4 đội nhì bảng xuất sắc nhất) được chia thành 2 bảng 6 đội, thi đấu vòng tròn tính điểm theo thể thức sân nhà - sân khách để chọn ra hai đội dẫn đầu mỗi bảng giành quyền tham dự World Cup 2018, và 2 đội xếp thứ ba sẽ giành quyền tham dự vòng 4.

## Các đội tuyển vượt qua vòng loại
| Bảng (vòng 2) | Nhất        | Nhì (4 đội tốt nhất) |
| ------------- | ----------- | -------------------- |
| A             | Ả Rập Xê Út | UAE                  |
| B             | Úc          | —                    |
| C             | Qatar       | Trung Quốc           |
| D             | Iran        | —                    |
| E             | Nhật Bản    | Syria                |
| F             | Thái Lan    | Iraq                 |
| G             | Hàn Quốc    | —                    |
| H             | Uzbekistan  | —                    |

## Hạt giống
Lễ bốc thăm cho vòng 3 đã diễn ra vào ngày 12 tháng 4 năm 2016, lúc 16:30 MST (UTC+8), tại Khách sạn Mandarin Oriental ở Kuala Lumpur, Malaysia.
Các hạt giống được dựa trên bảng xếp hạng thế giới FIFA của tháng 4 năm 2016 (hiển thị trong dấu ngoặc đơn bên dưới). 12 đội hạt giống được chia thành 6 nhóm:
- Nhóm 1 chứa các đội xếp thứ 1–2.
- Nhóm 2 chứa các đội xếp thứ 3–4.
- Nhóm 3 chứa các đội xếp thứ 5–6.
- Nhóm 4 chứa các đội xếp thứ 7–8.
- Nhóm 5 chứa các đội xếp thứ 9–10.
- Nhóm 6 chứa các đội xếp thứ 11–12.

Mỗi bảng chứa một đội từ một trong 6 nhóm. Lịch thi đấu của mỗi nhóm được tự động quyết định dựa trên nhóm tương ứng của mỗi đội.
| Nhóm 1                         | Nhóm 2                            | Nhóm 3                                 |
| ------------------------------ | --------------------------------- | -------------------------------------- |
| 1. Iran (42) 2. Úc (50)        | 1. Hàn Quốc (56) 2. Nhật Bản (57) | 1. Ả Rập Xê Út (60) 2. Uzbekistan (66) |
| Nhóm 4                         | Nhóm 5                            | Nhóm 6                                 |
| 1. UAE (68) 2. Trung Quốc (81) | 1. Qatar (83) 2. Iraq (105)       | 1. Syria (110) 2. Thái Lan (119)       |

## Các bảng đấu
| Tiêu chí xếp hạng vòng loại Giải vô địch bóng đá thế giới 2018 |
| --- |
| Với thể thức sân nhà và sân khách, việc xếp hạng các đội trong mỗi bảng được dựa trên các tiêu chí sau đây (quy định các Điều 20.6 và 20.7): 1. Điểm số (3 điểm cho 1 trận thắng, 1 điểm cho 1 trận hòa, 0 điểm cho 1 trận thua) 2. Hiệu số bàn thắng thua 3. Số bàn thắng 4. Điểm số trong trận đấu giữa các đội 5. Hiệu số bàn thắng thua trong trận đấu giữa các đội 6. Số bàn thắng ghi được trong trận đấu giữa các đội 7. Số bàn thắng sân khách ghi được trong các trận đấu giữa các đội 8. Trận play-off trên sân trung lập (nếu được chấp thuận bởi FIFA), với hiệp phụ và đá sút luân lưu nếu cần |

### Bảng A
| VT | Đội        | ST | T | H | B | BT | BB | HS | Đ  | Giành quyền tham dự                |     |     |     |     |     |     |     |
| -- | ---------- | -- | - | - | - | -- | -- | -- | -- | ---------------------------------- | --- | --- | --- | --- | --- | --- | --- |
| 1  | Iran       | 10 | 6 | 4 | 0 | 10 | 2  | +8 | 22 | Giải vô địch bóng đá thế giới 2018 |     |     | 1–0 | 2–2 | 2–0 | 1–0 | 2–0 |
| 2  | Hàn Quốc   | 10 | 4 | 3 | 3 | 11 | 10 | +1 | 15 | Giải vô địch bóng đá thế giới 2018 |     | 0–0 |     | 1–0 | 2–1 | 3–2 | 3–2 |
| 3  | Syria      | 10 | 3 | 4 | 3 | 9  | 8  | +1 | 13 | Vòng 4                             |     | 0–0 | 0–0 |     | 1–0 | 2–2 | 3–1 |
| 4  | Uzbekistan | 10 | 4 | 1 | 5 | 6  | 7  | −1 | 13 |                                    |     | 0–1 | 0–0 | 1–0 |     | 2–0 | 1–0 |
| 5  | Trung Quốc | 10 | 3 | 3 | 4 | 8  | 10 | −2 | 12 |                                    | 0–0 | 1–0 | 0–1 | 1–0 |     | 0–0 |     |
| 6  | Qatar      | 10 | 2 | 1 | 7 | 8  | 15 | −7 | 7  |                                    | 0–1 | 3–2 | 1–0 | 0–1 | 1–2 |     |     |

| Hàn Quốc                                                     | 3−2                            | Trung Quốc                    |
| ------------------------------------------------------------ | ------------------------------ | ----------------------------- |
| Trịnh Trí 20' (l.n.) · Lee Chung-yong 62' · Koo Ja-cheol 66' | Chi tiết (FIFA) Chi tiết (AFC) | Vu Hải 73' · Hao Tuấn Mẫn 76' |

| Uzbekistan   | 1−0                            | Syria |
| ------------ | ------------------------------ | ----- |
| Geynrikh 74' | Chi tiết (FIFA) Chi tiết (AFC) |       |

| Iran                                      | 2−0                            | Qatar |
| ----------------------------------------- | ------------------------------ | ----- |
| Ghoochannejhad 90+4' · Jahanbakhsh 90+11' | Chi tiết (FIFA) Chi tiết (AFC) |       |

| Trung Quốc | 0–0                            | Iran |
| ---------- | ------------------------------ | ---- |
|            | Chi tiết (FIFA) Chi tiết (AFC) |      |

| Syria | 0–0                            | Hàn Quốc |
| ----- | ------------------------------ | -------- |
|       | Chi tiết (FIFA) Chi tiết (AFC) |          |

| Qatar | 0–1                            | Uzbekistan  |
| ----- | ------------------------------ | ----------- |
|       | Chi tiết (FIFA) Chi tiết (AFC) | Krimets 86' |

| Hàn Quốc                                                | 3–2                            | Qatar                             |
| ------------------------------------------------------- | ------------------------------ | --------------------------------- |
| Ki Sung-yueng 11' · Ji Dong-won 56' · Son Heung-min 58' | Chi tiết (FIFA) Chi tiết (AFC) | Al-Haidos 16' (ph.đ.) · Soria 45' |

| Trung Quốc | 0–1                            | Syria        |
| ---------- | ------------------------------ | ------------ |
|            | Chi tiết (FIFA) Chi tiết (AFC) | Al Mawas 54' |

| Uzbekistan | 0–1                            | Iran         |
| ---------- | ------------------------------ | ------------ |
|            | Chi tiết (FIFA) Chi tiết (AFC) | Hosseini 27' |

| Uzbekistan                 | 2–0                            | Trung Quốc |
| -------------------------- | ------------------------------ | ---------- |
| Bikmaev 50' · Shukurov 85' | Chi tiết (FIFA) Chi tiết (AFC) |            |

| Iran       | 1–0                            | Hàn Quốc |
| ---------- | ------------------------------ | -------- |
| Azmoun 25' | Chi tiết (FIFA) Chi tiết (AFC) |          |

| Qatar                 | 1–0                            | Syria |
| --------------------- | ------------------------------ | ----- |
| Al-Haidos 37' (ph.đ.) | Chi tiết (FIFA) Chi tiết (AFC) |       |

| Hàn Quốc                           | 2–1                            | Uzbekistan  |
| ---------------------------------- | ------------------------------ | ----------- |
| Nam Tae-hee 67' · Koo Ja-cheol 85' | Chi tiết (FIFA) Chi tiết (AFC) | Bikmaev 25' |

| Trung Quốc | 0–0                            | Qatar |
| ---------- | ------------------------------ | ----- |
|            | Chi tiết (FIFA) Chi tiết (AFC) |       |

| Syria | 0–0                            | Iran |
| ----- | ------------------------------ | ---- |
|       | Chi tiết (FIFA) Chi tiết (AFC) |      |

| Trung Quốc     | 1–0                            | Hàn Quốc |
| -------------- | ------------------------------ | -------- |
| Vu Đại Bảo 34' | Chi tiết (FIFA) Chi tiết (AFC) |          |

| Syria                 | 1–0                            | Uzbekistan |
| --------------------- | ------------------------------ | ---------- |
| Kharbin 90+1' (ph.đ.) | Chi tiết (FIFA) Chi tiết (AFC) |            |

| Qatar | 0–1                            | Iran       |
| ----- | ------------------------------ | ---------- |
|       | Chi tiết (FIFA) Chi tiết (AFC) | Taremi 52' |

| Hàn Quốc         | 1–0                            | Syria |
| ---------------- | ------------------------------ | ----- |
| Hong Jeong-ho 4' | Chi tiết (FIFA) Chi tiết (AFC) |       |

| Iran       | 1–0                            | Trung Quốc |
| ---------- | ------------------------------ | ---------- |
| Taremi 47' | Chi tiết (FIFA) Chi tiết (AFC) |            |

| Uzbekistan  | 1–0                            | Qatar |
| ----------- | ------------------------------ | ----- |
| Ahmedov 65' | Chi tiết (FIFA) Chi tiết (AFC) |       |

| Iran                    | 2–0                            | Uzbekistan |
| ----------------------- | ------------------------------ | ---------- |
| Azmoun 23' · Taremi 88' | Chi tiết (FIFA) Chi tiết (AFC) |            |

| Syria                                 | 2–2                            | Trung Quốc                       |
| ------------------------------------- | ------------------------------ | -------------------------------- |
| Al-Mawas 12' (ph.đ.) · Al Saleh 90+3' | Chi tiết (FIFA) Chi tiết (AFC) | Cao Lâm 68' (ph.đ.) · Ngô Hi 75' |

| Qatar                         | 3–2                            | Hàn Quốc                               |
| ----------------------------- | ------------------------------ | -------------------------------------- |
| Al-Haidos 25', 75' · Afif 51' | Chi tiết (FIFA) Chi tiết (AFC) | Ki Sung-yueng 62' · Hwang Hee-chan 70' |

| Trung Quốc          | 1–0                            | Uzbekistan |
| ------------------- | ------------------------------ | ---------- |
| Cao Lâm 84' (ph.đ.) | Chi tiết (FIFA) Chi tiết (AFC) |            |

| Hàn Quốc | 0–0                            | Iran |
| -------- | ------------------------------ | ---- |
|          | Chi tiết (FIFA) Chi tiết (AFC) |      |

| Syria                              | 3–1                            | Qatar         |
| ---------------------------------- | ------------------------------ | ------------- |
| - Khribin 7', 54' - Al-Mawas 90+5' | Chi tiết (FIFA) Chi tiết (AFC) | Assadalla 36' |

| Qatar    | 1–2                            | Trung Quốc                   |
| -------- | ------------------------------ | ---------------------------- |
| Afif 47' | Chi tiết (FIFA) Chi tiết (AFC) | - Chiêu Chí 74' - Vũ Lỗi 84' |

| Iran            | 2–2                            | Syria                              |
| --------------- | ------------------------------ | ---------------------------------- |
| Azmoun 45', 64' | Chi tiết (FIFA) Chi tiết (AFC) | - Haj Mohamad 13' - Al Somah 90+3' |

| Uzbekistan | 0–0                            | Hàn Quốc |
| ---------- | ------------------------------ | -------- |
|            | Chi tiết (FIFA) Chi tiết (AFC) |          |

### Bảng B
| VT | Đội         | ST | T | H | B | BT | BB | HS  | Đ  | Giành quyền tham dự                |     |     |     |     |     |     |     |
| -- | ----------- | -- | - | - | - | -- | -- | --- | -- | ---------------------------------- | --- | --- | --- | --- | --- | --- | --- |
| 1  | Nhật Bản    | 10 | 6 | 2 | 2 | 17 | 7  | +10 | 20 | Giải vô địch bóng đá thế giới 2018 |     |     | 2–1 | 2–0 | 1–2 | 2–1 | 4–0 |
| 2  | Ả Rập Xê Út | 10 | 6 | 1 | 3 | 17 | 10 | +7  | 19 | Giải vô địch bóng đá thế giới 2018 |     | 1–0 |     | 2–2 | 3–0 | 1–0 | 1–0 |
| 3  | Úc          | 10 | 5 | 4 | 1 | 16 | 11 | +5  | 19 | Vòng 4                             |     | 1–1 | 3–2 |     | 2–0 | 2–0 | 2–1 |
| 4  | UAE         | 10 | 4 | 1 | 5 | 10 | 13 | −3  | 13 |                                    |     | 0–2 | 2–1 | 0–1 |     | 2–0 | 3–1 |
| 5  | Iraq        | 10 | 3 | 2 | 5 | 11 | 12 | −1  | 11 |                                    | 1–1 | 1–2 | 1–1 | 1–0 |     | 4–0 |     |
| 6  | Thái Lan    | 10 | 0 | 2 | 8 | 6  | 24 | −18 | 2  |                                    | 0–2 | 0–3 | 2–2 | 1–1 | 1–2 |     |     |

| Úc                     | 2–0                            | Iraq |
| ---------------------- | ------------------------------ | ---- |
| Luongo 58' · Juric 64' | Chi tiết (FIFA) Chi tiết (AFC) |      |

| Nhật Bản  | 1–2                            | UAE                     |
| --------- | ------------------------------ | ----------------------- |
| Honda 11' | Chi tiết (FIFA) Chi tiết (AFC) | Khalil 20', 54' (ph.đ.) |

| Ả Rập Xê Út         | 1–0                            | Thái Lan |
| ------------------- | ------------------------------ | -------- |
| Al Abed 84' (ph.đ.) | Chi tiết (FIFA) Chi tiết (AFC) |          |

| Iraq             | 1–2                            | Ả Rập Xê Út                      |
| ---------------- | ------------------------------ | -------------------------------- |
| Abdul-Raheem 18' | Chi tiết (FIFA) Chi tiết (AFC) | Al Abed 81' (ph.đ.), 88' (ph.đ.) |

| Thái Lan | 0–2                            | Nhật Bản                  |
| -------- | ------------------------------ | ------------------------- |
|          | Chi tiết (FIFA) Chi tiết (AFC) | Haraguchi 17' · Asano 75' |

| UAE | 0–1                            | Úc         |
| --- | ------------------------------ | ---------- |
|     | Chi tiết (FIFA) Chi tiết (AFC) | Cahill 75' |

| Nhật Bản                        | 2–1                            | Iraq           |
| ------------------------------- | ------------------------------ | -------------- |
| Haraguchi 26' · Yamaguchi 90+5' | Chi tiết (FIFA) Chi tiết (AFC) | Abdul-Amir 60' |

| UAE                              | 3–1                            | Thái Lan |
| -------------------------------- | ------------------------------ | -------- |
| Mabkhout 14', 47' · Khalil 90+3' | Chi tiết (FIFA) Chi tiết (AFC) | Tana 65' |

| Ả Rập Xê Út                    | 2–2                            | Úc                        |
| ------------------------------ | ------------------------------ | ------------------------- |
| Al-Jassim 5' · Al-Shamrani 79' | Chi tiết (FIFA) Chi tiết (AFC) | Sainsbury 45' · Juric 71' |

| Úc                  | 1–1                            | Nhật Bản     |
| ------------------- | ------------------------------ | ------------ |
| Jedinak 52' (ph.đ.) | Chi tiết (FIFA) Chi tiết (AFC) | Haraguchi 5' |

| Iraq                             | 4–0                            | Thái Lan |
| -------------------------------- | ------------------------------ | -------- |
| Abdul-Raheem 7', 25', 87', 90+4' | Chi tiết (FIFA) Chi tiết (AFC) |          |

| Ả Rập Xê Út                                     | 3–0                            | UAE |
| ----------------------------------------------- | ------------------------------ | --- |
| Al-Muwallad 73' · Al Abed 79' · Al-Shehri 90+2' | Chi tiết (FIFA) Chi tiết (AFC) |     |

| Nhật Bản                             | 2–1                            | Ả Rập Xê Út     |
| ------------------------------------ | ------------------------------ | --------------- |
| Kiyotake 45' (ph.đ.) · Haraguchi 79' | Chi tiết (FIFA) Chi tiết (AFC) | Om. Hawsawi 90' |

| Thái Lan                  | 2–2                            | Úc                              |
| ------------------------- | ------------------------------ | ------------------------------- |
| Teerasil 20', 57' (ph.đ.) | Chi tiết (FIFA) Chi tiết (AFC) | Jedinak 9' (ph.đ.), 65' (ph.đ.) |

| UAE                      | 2–0                            | Iraq |
| ------------------------ | ------------------------------ | ---- |
| Khalil 26' · Matar 90+3' | Chi tiết (FIFA) Chi tiết (AFC) |      |

| Iraq      | 1–1                            | Úc         |
| --------- | ------------------------------ | ---------- |
| Yasin 76' | Chi tiết (FIFA) Chi tiết (AFC) | Leckie 39' |

| Thái Lan | 0–3                            | Ả Rập Xê Út                                             |
| -------- | ------------------------------ | ------------------------------------------------------- |
|          | Chi tiết (FIFA) Chi tiết (AFC) | Al-Sahlawi 25' · Tanaboon 84' (l.n.) · Al-Moasher 90+2' |

| UAE | 0–2                            | Nhật Bản             |
| --- | ------------------------------ | -------------------- |
|     | Chi tiết (FIFA) Chi tiết (AFC) | Kubo 13' · Konno 51' |

| Úc                     | 2–0                            | UAE |
| ---------------------- | ------------------------------ | --- |
| Irvine 7' · Leckie 78' | Chi tiết (FIFA) Chi tiết (AFC) |     |

| Nhật Bản                                         | 4–0                            | Thái Lan |
| ------------------------------------------------ | ------------------------------ | -------- |
| Kagawa 8' · Okazaki 19' · Kubo 57' · Yoshida 83' | Chi tiết (FIFA) Chi tiết (AFC) |          |

| Ả Rập Xê Út   | 1–0                            | Iraq |
| ------------- | ------------------------------ | ---- |
| Al-Shehri 53' | Chi tiết (FIFA) Chi tiết (AFC) |      |

| Úc                        | 3–2                            | Ả Rập Xê Út                       |
| ------------------------- | ------------------------------ | --------------------------------- |
| Juric 7', 36' · Rogic 64' | Chi tiết (FIFA) Chi tiết (AFC) | Al-Dawsari 23' · Al-Sahlawi 45+2' |

| Thái Lan    | 1–1                            | UAE            |
| ----------- | ------------------------------ | -------------- |
| Mongkol 69' | Chi tiết (FIFA) Chi tiết (AFC) | Mabkhout 90+3' |

| Iraq      | 1–1                            | Nhật Bản |
| --------- | ------------------------------ | -------- |
| Kamel 73' | Chi tiết (FIFA) Chi tiết (AFC) | Osako 8' |

| UAE                         | 2–1                            | Ả Rập Xê Út         |
| --------------------------- | ------------------------------ | ------------------- |
| - Mabkhout 21' - Khalil 60' | Chi tiết (FIFA) Chi tiết (AFC) | Al-Abed 20' (ph.đ.) |

| Nhật Bản                 | 2–0                            | Úc |
| ------------------------ | ------------------------------ | -- |
| - Asano 41' - Yosuke 83' | Chi tiết (FIFA) Chi tiết (AFC) |    |

| Thái Lan           | 1–2                            | Iraq                                 |
| ------------------ | ------------------------------ | ------------------------------------ |
| Ibrahim 63' (l.n.) | Chi tiết (FIFA) Chi tiết (AFC) | - Meram 34' - Abdul-Amir 84' (ph.đ.) |

| Úc                       | 2–1                            | Thái Lan |
| ------------------------ | ------------------------------ | -------- |
| - Juric 69' - Leckie 86' | Chi tiết (FIFA) Chi tiết (AFC) | Anan 82' |

| Iraq        | 1–0                            | UAE |
| ----------- | ------------------------------ | --- |
| Hussein 29' | Chi tiết (FIFA) Chi tiết (AFC) |     |

| Ả Rập Xê Út     | 1–0                            | Nhật Bản |
| --------------- | ------------------------------ | -------- |
| Al-Muwallad 63' | Chi tiết (FIFA) Chi tiết (AFC) |          |

## Cầu thủ ghi bàn
5 bàn
- Tomi Juric
- Mohannad Abdul-Raheem
- Nawaf Al Abed
- Ahmed Khalil

4 bàn
- Sardar Azmoun
- Haraguchi Genki
- Hassan Al-Haidos
- Ali Mabkhout

3 bàn
- Mile Jedinak
- Mathew Leckie
- Mehdi Taremi
- Mahmoud Al-Mawas
- Omar Kharbin

2 bàn
- Cao Lâm
- Saad Abdul-Amir
- Asano Takuma
- Kubo Yuya
- Ki Sung-yueng
- Koo Ja-cheol
- Akram Afif
- Fahad Al-Muwallad
- Mohammad Al-Sahlawi
- Yahya Al-Shehri
- Teerasil Dangda
- Marat Bikmaev

1 bàn
- Tim Cahill
- Jackson Irvine
- Massimo Luongo
- Tom Rogic
- Trent Sainsbury
- Chiêu Chí
- Hao Tuấn Mẫn
- Ngô Hi
- Vu Đại Bảo
- Vu Hải
- Vũ Lỗi
- Reza Ghoochannejhad
- Jalal Hosseini
- Alireza Jahanbakhsh
- Ayman Hussein
- Justin Meram
- Mehdi Kamel
- Ahmed Yasin Ghani
- Honda Keisuke
- Kagawa Shinji
- Ideguchi Yosuke
- Kiyotake Hiroshi
- Konno Yasuyuki
- Okazaki Shinji
- Osako Yuya
- Yamaguchi Hotaru
- Yoshida Maya
- Hong Jeong-ho
- Hwang Hee-chan
- Ji Dong-won
- Lee Chung-yong
- Nam Tae-hee
- Son Heung-min
- Ali Assadalla
- Sebastián Soria
- Salem Al-Dawsari
- Taisir Al-Jassim
- Salman Al-Moasher
- Nasser Al-Shamrani
- Omar Hawsawi
- Ahmad Al-Salih
- Omar Al Somah
- Tamer Haj Mohamad
- Pokklaw Anan
- Tana Chanabut
- Mongkol Tossakrai
- Ismail Matar
- Odil Ahmedov
- Alexander Geynrikh
- Egor Krimets
- Otabek Shukurov

Phản lưới nhà
- Trịnh Trí (trong trận gặp Hàn Quốc)
- Ahmed Ibrahim Khalaf (trong trận gặp Thái Lan)
- Tanaboon Kesarat (trong trận gặp Ả Rập Xê Út)